# J. Lawrence Smith

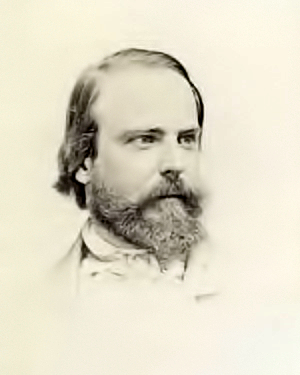
John Lawrence Smith

John Lawrence Smith, genannt Lawrence Smith, (* 17. Dezember 1818 in Louisville (Kentucky); † 12. Oktober 1883 ebenda) war ein US-amerikanischer Chemiker und Mineraloge.
Smith studierte unter anderem Chemie, Physik und Mathematik (sowie Geologie und Bauingenieurwesen, was zu seiner ersten Anstellung als Ingenieur beim Eisenbahnbau führte) an der University of Virginia und danach Medizin am Medical College der University of South Carolina, mit der Promotion (M.D.) 1840. Anschließend war er in Gießen bei Justus Liebig und in Paris, wo er unter anderem bei dem Toxikologen Mathieu Orfila studierte und durch den Prozess von Marie Lafarge zur forensischen Toxikologie hingezogen wurde. Er hörte aber auch zum Beispiel Geologie bei Elie de Beaumont.  Ab 1844 lehrte er in Charleston in South Carolina Toxikologie am Medical College und gründete das Charleston Medical and Surgical Journal. Zwei Jahre später nahm er eine Stelle als Goldprüfer für die Regierung an. In dieser Zeit untersuchte er auch die Bodeneigenschaften, die für gute Baumwollernten notwendig waren, was ihm auf Vermittlung des Außenministeriums hin einen Posten als Berater in der Türkei verschaffte, wo man ebenfalls Baumwolle anbauen wollte. In der Türkei war er auch als Berater in Bergbaufragen erfolgreich, ihm gefielen aber die Einschränkungen seiner Reisefreiheit nicht. 1850 kehrte er über Paris zurück. Danach war er Chemie-Professor an der späteren Tulane University, 1852 bis 1854 Chemie-Professor an der University of Virginia und 1854 bis 1866 Professor für medizinische Chemie und Toxikologie an der University of Louisville. 1866 gab er die Professur auf, nachdem er durch Heirat finanziell unabhängig geworden war und sich fortan nur noch der Meteoritenforschung widmen wollte.
Er war 1872 Präsident der American Association for the Advancement of Science und 1877 der American Chemical Society.
Er entdeckte das Mineral Liebigit in der Türkei und benannte es nach Justus von Liebig. Während seines Türkei-Aufenthalts fand er Schmirgel-Vorkommen in Kleinasien und konnte damit ein Monopol englischer Kaufleute (die Schmirgel-Vorkommen in Naxos kontrollierten) brechen, was den Preis erheblich reduzierte. Smith hatte eine der besten Meteoritensammlungen seiner Zeit, die an die Harvard University ging. Für Forschungen auf dem Gebiet von Meteoriten vergibt die National Academy of Science seit 1883 alle drei Jahre den J. Lawrence Smith Award.
1850 erfand er (bei seinem Aufenthalt in Paris) das inverse Mikroskop, bei dem das Objektiv unter dem Tisch ist. Aus seiner Sicht hatte es den Vorteil, dass chemische Reaktionen im Objektträger nicht die Optik des Mikroskops gefährdeten.
1852 heiratete er Sarah Julia Guthrie, Tochter des Geschäftsmanns und Finanzministers James Guthrie.
Er war Mitglied der National Academy of Sciences, der American Academy of Arts and Sciences sowie seit 1879 korrespondierendes Mitglied der Académie des sciences.

## Schriften
- Mineralogy and Chemistry, Original Researches, 1873, erweiterte Neuauflage 1884